# Casanova Elvo
Casanova Elvo es una localidad y comune italiana de la provincia de Vercelli, región de Piamonte, con 246 habitantes.

## Evolución demográfica
| Gráfica de evolución demográfica de Casanova Elvo entre 1861 y 2001 |
|                                                                     |
| Fuente ISTAT - elaboración gráfica de Wikipedia                     |